# Reimond Manco
Reimond Orángel Manco Albarracín (Lima, 23 augustus 1990) is een Peruaans/Venezolaans betaald voetballer die bij voorkeur als vleugelaanvaller speelt. In 2008 debuteerde hij in het Peruviaans voetbalelftal.

## Voetbalcarrière
Manco wordt tijdens het WK Voetbal onder 17 in 2007 gescout door onder andere Piet de Visser, destijds scout van PSV. In februari 2008 wordt de afspraak gemaakt dat er op 23 augustus een contract zal worden getekend dat hem met ingang van zijn achttiende verjaardag voor vijf jaar aan PSV verbindt. Zo geschiedde.
Manco is een vleugelspeler. Hij speelt het liefst op rechts, maar kan ook op de linkerkant uit de voeten. Hij debuteert in het eerste van PSV in het seizoen 2008-2009 tijdens de wedstrijd om de KNVB beker 2008/09 tegen Jong PSV. Omdat zijn aantal gespeelde competitiewedstrijden in het eerste team tijdens de eerste seizoenshelft beperkt blijft tot twee, verhuurt PSV de jonge Peruviaan per januari een half seizoen aan Willem II. Hier voorkomt een knieblessure niettemin dat hij veel aan spelen toekomt.
Wanneer de voorbereiding van het seizoen Eredivisie 2009/10 begint, geeft de dan zojuist aangestelde nieuwe trainer Fred Rutten de herstelde Peruviaan de kans zich in de selectie te spelen. Tijdens een oefenwedstrijd tegen amateurclub RKSV Driel trapt hij echter in de grond, waarop zijn knie het opnieuw laat afweten. Daarop besluit Manco zich te laten opereren, waardoor hij de rest van de voorbereiding mist. Tegen de tijd dat hij hersteld en fit is, draait PSV naar tevredenheid van trainer Rutten. Hierdoor komt Manco vooralsnog niet in zijn plannen voor. PSV verhuurt hem daarom tijdens de tweede seizoenshelft aan Juan Aurich in zijn thuisland om wedstrijdervaring op kan doen. 15 juli werd bekend dat, na een eerdere mislukte poging, Manco toch naar Peru verhuist. Ook hier tekent hij een contract tot medio 2013. Begin 2011 werd hij op huurbasis door het Mexicaanse CF Atlante gecontracteerd. Daar werd hij in maart 2011 ontslagen. Daarna werd hij verhuurd aan León de Huánuco. Bij een kort verblijf in Qatar bij Al-Wakrah kwam hij niet aan spelen toe.
Zijn loopbaan bloeide weer op bij Universidad Técnica de Cajamarca (UTC) en begin 2015 ging hij wederom voor León de Huánuco spelen. In augustus 2015 keerde Manco terug bij Alianza Lima. Vanaf begin 2017 speelt Manco voor de Venezolaanse club Zamora. Eind maart verliet hij de club en ging voor Unión Comercio uit zijn geboorteland spelen. Hierna speelde Manco in 2019 voor Real Garcilaso enSport Boys. Vanaf medio 2020 komt hij uit voor Binacional.

## Erelijst
PSV
- Johan Cruijff Schaal

2008
 Juan Aurich
- Primera División (Peru)

2011
Individueel
- Campeonato Sudamericano onder 17

Beste speler: 2007